# Platinum Stars Football Club
O Platinum Stars Football Club é um clube de futebol sul-africano com sede em Phokeng. A equipe compete no Campeonato Sul-Africano de Futebol (PSL).

## História
O clube historicamente é descendente do Khakhu Fast XI, que foi fundado como clube amador em 1937, no qual representavam a cidade de Khakhu.